# システム10 (ゲーム機)
システム10（SYSTEM10）は、エポック社が1977年に発売した家庭向けテレビゲーム。

## 概要
ラケットゲームと光線銃ゲームを合わせて10種類のゲームを内蔵。パドルが4つ付いており、ラケットゲームでは4人同時プレイ、またはラケットの2軸移動が行えた。付属の光線銃はドイツの大型拳銃モーゼルの形をしており、肩パッドのケースを付けることでライフル型にすることも出来た。販売価格は本体のみが9,800円、光線銃とACアダプター付きで15,000円。後にカラーリングを変更して価格を下げた「システム10-M2」も発売された。

## ハードウェア
システム10のハードウェアはまだCPUが使われておらず、NECと共同開発した専用LSIで作られている。同社が2年前に発売したテレビテニスは複数の電子部品（ディスクリート）を組み合わせて作られていたが、LSI化によって部品数を削減して高集積化することで、信頼性の向上と高機能化、低価格化の利点があった。一方で、機能をコンピュータプログラムではなくワイヤードロジックで実装しているため、CPUを使用する場合に比べて設計や変更は容易ではなく、商品化により多くの時間を要した。
システム10の機能をコンピュータプログラムで実装した「スーパー10」も開発され、ほぼ完成までこぎつけたが商品化されなかった。

## 内蔵ゲーム
- ピンポン
- ワンマンゲーム
- テニス（シングルス）
- テニス（ダブルス）
- ボレーテニス
- ハンディキャップテニス
- サッカー
- ハンディキャップサッカー
- フリーライフル
- クレー射撃

### 移植作品
なし（カセットビジョンの『ビッグスポーツ12』は別物）。

## 反響
システム10の発売直前に任天堂から発売されたカラーテレビゲームは1万円を切る価格で同業者や市場に衝撃を与えた。システム10の開発中であったエポック社はコメントを控えていたが、結果的に本体のみのモデルはカラーテレビゲーム6と同じ価格で発売された。
これにより日本の家庭用ゲーム機市場ではエポック社と任天堂が2大メーカーに成長したが、ブロックくずしやインベーダーブームによって業務用ゲームに人気が移ると、家庭用ゲーム機市場はいったん下火になった。エポック社は1981年発売のカセットビジョンで巻き返しを図ることになる。